# 豐響隆太
豐響隆太（1984年1月16日—），原名門元隆太，日本山口縣豐浦町（現在下關市豐浦町）出身的前大相撲力士(出生地大阪府大阪市)，身高185cm、體重189kg、血型B型。所屬相撲部屋是境川部屋。

## 職業生涯
他在2005年開始專業相撲生涯，在2007年7年到達幕內級別，最高位置是東前頭2枚目。他曾有三次敢鬥賞和一個打敗橫綱白鵬的金星章。興趣是午睡。在2018年1月因身體不適全面休場失去關取地位降至幕下級別。
他在2021年6月7日宣佈引退(因視網膜脫落和傷患)，相撲協會承認他襲名山科，成為部屋的年寄。

## 外部連結
- 豐響隆太的官方傳記 (英文) 在Grand Sumo Homepage
- （页面存档备份，存于）